# فينيو مونغالا
فينيو مونغالا (بالإنجليزية: Phenyo Mongala)‏ (10 يونيو 1985 بوتسوانا - ) هو لاعب كرة قدم بوتسواني، يلعب كلاعب وسط، شارك في كأس الأمم الأفريقية 2012.

## روابط خارجية
- فينيو مونغالا على موقع قاعدة بيانات كرة القدم.إي يو (الإنجليزية)
- فينيو مونغالا على موقع ناشيونال فوتبول تيمز (الإنجليزية)